# Juan de San Agustín
Juan de San Agustín (Mallén, 1651 - Valencia, 20 de mayo de 1718), nombre religioso de Juan Navarro y de Longás, fue un músico y organista español. Fue uno de los organistas más activos en Valencia entre los siglos XVII y XVIII, a pesar de ser una figura menor en el entorno de Juan Cabanilles.

## Biografía
Hijo de Juan Navarro y de María Longás, ambos de Mallén, era sobrino del organista originario de Mallén Bartolomé Longás, maestro de capilla interino en la colegiata de Santa María de Borja en 1663-64 y más tarde organista en las catedrales de Teruel, Calahorra y Segovia. Longás lo describe como «muy travieso», lo que puede dar una idea de la personalidad de Juan de San Agustín. También es posible que Teresa Longás, organista del monasterio de clarisas en Borja, fuera familia suya.
Su formación musical la realizó en la colegiata de Borja y en Tarragona con Lucas Pujol, tío de Bartolomé Longás. Pasó a Vitoria, donde el 17 de enero de 1663, con 12 o 13 años, fue contratado como organista de la colegiata de Santa María, su primer trabajo remunerado. El hecho remarca su precocidad, ya que los organistas solían comenzar con 14 años. En 1665 dejó Vitoria para pasar a Teruel y luego a Valencia, donde el 22 de abril de 1667 tomó las órdenes con 16 años en el Real Monasterio de San Miguel de los Reyes en Valencia.
Según el Registrum priorum et novitiorum huius monasterii que se encuentra en el Archivo Histórico Nacional de Madrid,

Fue muy grande y afamado organista compositor, y m[aestr]o de capilla, abilidades que exercitó toda su vida en esta r[ea]l cassa. Fue su talento muy aventajado muy enteligente en quentas y negocios fue m[ucho]s an[no]s arquero y procurador de la plaza y de pleytos que para todo era su inteligencia. [otra letra:] murió en 20 de mayo [tachado: de abril] de 1718
Registrum priorum et novitiorum huius monasterii

## Obra
Toda su obra conocida proviene de su etapa en Valencia. Se cree que fue uno de los primeros, si no el primer, maestro de capilla de San Miguel de los Reyes, ya que la consagración de la iglesia del monasterio fue en 1645, una vez terminadas las obras, y la construcción del órgano se realizó en 1652.También parece que fue fundamental en la creación o ampliación de la capilla musical. Durante las tres últimas décadas del siglo XVII y las dos primeras del XVIII, Juan de San Agustín dominó la música en el monasterio y fue muy activo en la escena musical de Valencia.
Musicalmente se encuentra entre el tiento polifónico y las nuevas formas del siglo XVIII, siendo un músico de transición. Para Josep Dolcet y Josep María Vilar, San Agustín sería un «compositor fantasioso y exuberante, que no se preocupaba tanto por la armonía y el contrapunto, como por la brillantez y la espectacularidad».
El catálogo de obras conservadas de San Agustín sería el siguiente:
- Falsas de 4º tono de fr[ay] Juan de S[a]n Agustín (E:Bbc M 1.011, fol. 42v)
- Tiento de 1º tono de partido de mano derecha de fr[ay] Juan de S[a]n Agustín (E:Bbc M 1.011, fols. 66r-67v)
- [Tiento] Partido de mano derecha con contras 8º tono por d.lasolre de  fr[ay] Juan de S[a]n Agustín (E:Bc M 1.011, fols. 73r-74v)
- Tiento de dos tiples y dos bajos (Parroquia de Villafamés, Castellón)
- Pange lingua de fr[ay] Juan de S[a]n Agustín (E:Bbc M 1.011, fols. 79v-80r)
- Sacris solemnis partido de mano derecha de fr[ay] Juan de S[a]n Agustín (E:Bbc M 1.011, fols. 80r-80v)
- Otro Sacris solemnis de fr[ay] Juan de S[a]n Agustín (E:Bbc M 1.011, fols. 80v-81r)
- Otro Sacris solemnijs de fr[ay] Juan de S[a]n Agustín (E:Bbc M 1.011, fol. 81r)
- [Tres] Versos para la fiesta de los S[an]tos Apóstoles sobre el canto llano de fr[ay] Juan de S[a]n Agustín (E:Bbc M 1.011, fol. 36r); Otra diferencia sobre el mismo canto llano para d[ic]has fiestas de fr[ay] Juan de S[a]n Agustín (fol. 36r); Otro de fr[ay] Juan de S[a]n Agustín con el canto llano (fol. 36v)
- [Seis] Versos de primero tono de fr[ay] Juan de S[a]n Agustín para hymnos y salmos (E:Bbc M 1.011, fols. 98r-98v)
- [Ocho] Versos de 2º tono por gsolreut para cánticos y salmos y para 3º tono para lo dicho de fr[ay] Juan de S[a]n Ag[ustí]n (E:Bbc M 1.011, fols. 104r-105v)
- [Cinco] Verso de dos tiples con contras de fr[ay] Juan de S[a]n Agustín de 4º tono (E:Bbc M 1.011, fols. 120r-120v)